# Foix

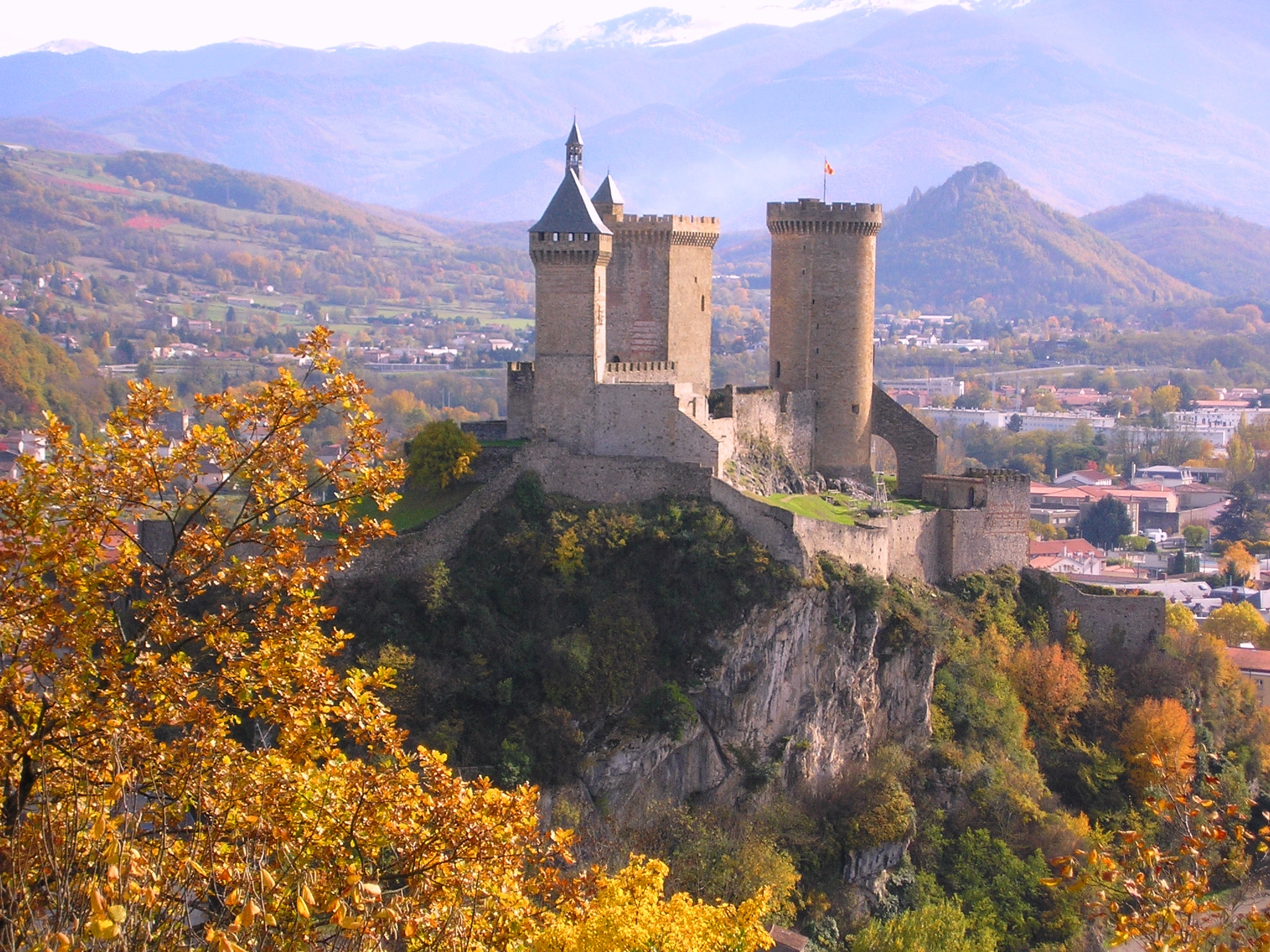
Castelul Foix

Foix este un oraș în sudul Franței, prefectura departamentului Ariège, în regiunea Midi-Pirinei.

## Obiective turistice
- Castelul Foix

## Personalități născute aici
- Frédéric Soulié (1800 - 1847), scriitor;
- Charles de Freycinet (1828 – 1923), politician.